# Jets de Sherbrooke
I Jets de Sherbrooke (Sherbrooke Jets in inglese) sono stati una squadra di hockey su ghiaccio dell'American Hockey League con sede nella città di Sherbrooke, nella provincia del Québec. Nati nel 1982 e sciolti nel 1984, nel corso degli anni sono stati affiliati alla franchigia dei Winnipeg Jets.

## Storia
Dopo tre stagioni trascorse con i Tulsa Oilers della Central Hockey League nel 1982 i Winnipeg Jets decisero di creare una nuova franchigia con sede a Sherbrooke, nella provincia del Québec. I neonati Jets de Sherbrooke giocarono per sole due stagioni, senza mai qualificarsi ai playoff.
Nel 1984 la formazione affiliata ai Montreal Canadiens, i Nova Scotia Voyageurs, lasciarono Halifax per trasferirsi proprio a Sherbrooke dove assunsero il nuovo nome di Canadiens de Sherbrooke. Per tre stagioni anche i Jets si accordarono con i Canadiens prima di creare nel 1987 i Moncton Hawks.

### Affiliazioni
Nel corso della loro storia i Jets de Sherbrooke sono stati affiliati alle seguenti franchigie della National Hockey League:
- Winnipeg Jets: (1982-1984)

## Record stagione per stagione
| Stagione           | Division | Gare | V  | S  | P | Punti | GF  | GS  | Piazzamento | Play-off |
| ------------------ | -------- | ---- | -- | -- | - | ----- | --- | --- | ----------- | -------- |
| Jets de Sherbrooke |          |      |    |    |   |       |     |     |             |          |
| 1982-83            | North    | 80   | 22 | 54 | 4 | 48    | 288 | 390 | 6°          |          |
| 1983-84            | North    | 80   | 22 | 53 | 5 | 49    | 301 | 419 | 6°          |          |

## Record della franchigia

### Singola stagione
Gol: 53  Claude Larose (1983-84)
Assist: 68  Murray Eaves (1983-84)
Punti: 120  Claude Larose (1983-84)
Minuti di penalità: 208  Steven Fletcher (1983-84)

### Carriera
Gol: 71  Murray Eaves
Assist: 102  Murray Eaves
Punti: 173  Murray Eaves
Minuti di penalità: 327  Steven Fletcher
Partite giocate: 159  Guy Fournier

## Palmarès

### Premi individuali
- Fred T. Hunt Memorial Award: 1

Claude Larose: 1983-1984
- John B. Sollenberger Trophy: 1

Claude Larose: 1983-1984